# Matthias Warnig
Matthias Warnig (nacido 26 de julio de 1955) es un ejecutivo empresarial alemán, y el director gestor (CEO) de Nord Stream AG, una compañía para la construcción y operación del gasoducto submarino Nordstream, de Rusia a Alemania. Antiguamente se desempeñó como oficial en la Stasi.
Warnig, a quien el ministerio de Relaciones Exteriores estadounidense considera ser "un aliado de Presidente ruso Vladimir Putin", sufría sanciones de los EE. UU., pero la administración Biden se las quitó en mayo del 2021.

## Biografía
Nació Warning el 26 de julio de 1955 en Altdöbern, Baja Lusatia, Alemania del Este.
En 1974 Warnig empezó su carrera en el Stasi, la policía secreta de la comunista Alemania el Este. Warnig presuntamente trabajó con el agente de la KGB Vladímir Putin. Los dos colaboraron en reclutar ciudadanos de Alemania Occidental para lal KGB. Warnig, empero, ha negado esto, alegando que se conocieron por primera vez en 1991, cuando Putin dirigía el Comité para Relaciones Externas de la alcaldía de San Petersburgo.
Warnig aparentemente habría espiado al Banco Dresdner AG, de Dresde, en Alemania Occidental, antes de empezar a trabajar allí.
Warnig devino Presidente del Consejo de Administración de Banco Dresdner ZAO, la filial de rusa de Banco. En 2004–05, el banco asesoró en la venta forzada polémica venta de los activos de Yukos.
Entre 2012 y 2018, Warning lideró la junta de accionistas de Rusal, pero se vio forzado a renunciar cuando el gobierno del Presidente Trump impuso sanciones a la compañía en abril de ese año.